# 第21独立機械化旅団 (ウクライナ陸軍)
第21独立機械化旅団（だい21どくりつきかいかりょだん、ウクライナ語: 21 ша окрема механізована бригада、略称21 ОМБр）は、ウクライナ陸軍の旅団の一つ。南部作戦管区隷下で、2023年に新編された。

## 編制
2025年時点の編制は以下のとおりとなる。
- 本部管理中隊
- 第34小銃大隊
- 第38小銃大隊
- 第408小銃大隊
- 第411小銃大隊
- 第1機械化大隊
- 第2機械化大隊
- 第3機械化大隊
- 戦車大隊
- 旅団砲兵群
  - 群本部
  - 第1自走砲大隊
  - 第2自走砲大隊
  - ロケット砲兵隊
  - 対戦車隊
  - 目標捕捉隊
- 無人システム大隊
- 防空大隊
- 偵察中隊
- 工兵大隊
- 兵站大隊
- 通信中隊
- 整備大隊
- レーダー中隊
- 衛生中隊
- CBRN防護中隊